# Jaap Korsloot
Jacob Gerard Korsloot ('s-Gravenhage, 9 mei 1934) is een voormalig Nederlands volleybalinternational.
Jaap Korsloot behoorde tot het eerste Nederlandse volleybalteam dat afgevaardigd werd naar de Olympische Spelen. In 1964 werd in Tokio judo en volleybal geïntroduceerd als Olympische sport. Nederland werd bij de Zomerspelen van 1964 achtste van de tien deelnemende landen.